# Обчислювальна довіра
В інформаційній безпеці обчислювальна довіра — це створення довірених уповноважених або довіри користувачів за допомогою криптографії. У централізованих системах безпека зазвичай базується на автентифікованій ідентифікації зовнішніх сторін. Жорсткі механізми автентифікації, такі як інфраструктури відкритих ключів (PKI) або Kerberos, дозволили поширити цю модель на розподілені системи в межах кількох тісно взаємодіючих доменів або в межах одного адміністративного домену. Протягом останніх років інформатика перейшла від централізованих систем до розподілених обчислень. Ця еволюція має кілька наслідків для моделей безпеки, політик і механізмів, необхідних для захисту інформації та ресурсів користувачів у все більш взаємопов'язаній обчислювальній інфраструктурі.
Механізми безпеки на основі ідентифікації не можуть авторизувати операцію без автентифікації заявника. Це означає, що жодна взаємодія не може відбутися, якщо обидві сторони не відомі їхнім структурам автентифікації. Таким чином, для спонтанної взаємодії знадобиться один або кілька довірених центрів сертифікації (CA). Користувач, який бажає співпрацювати з іншою стороною, може вибрати між увімкненням безпеки та вимкненням спонтанної співпраці або вимиканням безпеки та ввімкненням спонтанної співпраці. Важливо, щоб мобільні користувачі та пристрої могли автентифікуватися автономно, не покладаючись на загальну інфраструктуру автентифікації. Щоб подолати цю проблему, нам потрібно вивчити виклики, пов'язані з «глобальним обчисленням», терміном, який ЄС придумав для майбутнього глобального інформаційного суспільства, і визначити їхній вплив на безпеку.
Криптовалюти, такі як біткойн, використовують такі методи, як підтвердження роботи (PoW), щоб досягти обчислювальної довіри всередині мережі транзакцій.

## Історія
Обчислювальна довіра застосовує людське уявлення про довіру до цифрового світу, який сприймається як шкідливий, а не кооперативний. Очікувані переваги, згідно з Маршем та ін., призводять до використання здібностей інших через делегування та до розширення співпраці у відкритому та менш захищеному середовищі. Дослідження в області обчислювальних механізмів довіри та репутації у віртуальних суспільствах спрямовані на підвищення надійності та продуктивності цифрових спільнот.
Рішення на основі довіри в конкретній області є багатоетапним процесом. Перший крок цього процесу полягає в ідентифікації та виборі належних вхідних даних, тобто доказів довіри. Загалом вони залежать від домену й отримуються в результаті аналізу, проведеного над залученою програмою. На наступному кроці обчислення довіри виконується на основі доказів, щоб отримати значення довіри, що означає оцінку надійності об'єктів у цьому конкретному домені. Вибір доказів і подальше обчислення довіри базуються на понятті довіри, визначеному в моделі довіри. Нарешті, рішення про довіру приймається з урахуванням обчислених значень і зовнішніх факторів, таких як розташування або оцінка ризику.

## Визначення довіри
Ці концепції набули підвищеної актуальності в останнє десятиліття в інформатиці, особливо в області розподіленого штучного інтелекту. Парадигма мультиагентної системи та зростання електронної комерції підвищили інтерес до довіри та репутації. Насправді системи довіри та репутації визнані ключовими факторами електронної комерції. Ці системи використовуються інтелектуальними програмними агентами як стимул для прийняття рішень, при вирішенні, виконувати чи не виконувати контракти, і як механізм для пошуку надійних партнерів по обміну. Зокрема, репутація використовується на електронних ринках як механізм встановлення довіри або як спосіб уникнути шахраїв.
Ще однією сферою застосування цих концепцій в агентській технології є командна робота та співпраця. Кілька визначень людського поняття довіри було запропоновано протягом останніх років у різних областях від соціології, психології до політології та бізнес-науки. Ці визначення можуть навіть змінюватися відповідно до області застосування. Наприклад, останнє визначення Романо намагається охопити попередню роботу в усіх цих областях:
Довіра — це суб’єктивна оцінка впливу іншої сторони з точки зору ступеня власного сприйняття якості та значущості впливу іншої сторони на його результати в даній ситуації, так що очікування, відкритість і схильність до такого впливу створюють відчуття контролю над можливими результатами ситуації.
І довіра, і репутація мають соціальну цінність. Коли хтось заслуговує на довіру, можна очікувати, що ця особа буде діяти вигідно або, принаймні, не підозріло, що забезпечить іншим, з високою ймовірністю, хорошу співпрацю з нею. Навпаки, коли хтось виглядає ненадійним, інші утримуються від співпраці, оскільки існує нижчий рівень ймовірності того, що ця співпраця буде успішною.
Довіра — це певний рівень суб’єктивної ймовірності, з якою агент оцінює, що інший агент або група агентів виконає певну дію, як до того, як він зможе контролювати таку дію (або незалежно, або його здатність будь-коли мати можливість контролювати її), так і в контекст, у якому це впливає на його власні дії.
Довіра тісно пов'язана з упевненістю та передбачає певний ступінь невизначеності, надії чи оптимізму. Зрештою, Марш звернувся до питання формалізації довіри як обчислювальної концепції у своїй докторській дисертації. Його модель довіри базується на соціальних і психологічних факторах.

### Класифікація моделі довіри
У літературі з'явилося багато пропозицій, і тут представлено вибірку моделей обчислювальної довіри та репутації, які представляють хороший зразок поточних досліджень.
Довіру та репутацію можна аналізувати з різних точок зору та застосовувати в багатьох ситуаціях. Наступна класифікація заснована на врахуванні специфічних характеристик цих моделей і середовища, в якому вони розвиваються.

#### Концептуальна модель
Модель довіри та репутації можна охарактеризувати як:
- пізнавальна

У моделях, заснованих на когнітивному підході, довіра та репутація складаються з основних переконань і є функцією ступеня цих переконань. Психічні стани, які призводять до довіри іншому агенту або до присвоєння репутації, є невід'ємною частиною моделі, а також психічні наслідки рішення та дії покладатися на іншого агента;
- неврологічна

Неврологічні моделі довіри засновані на неврологічних теоріях взаємодії між афективними та когнітивними станами також моделюються на неврологічному рівні за допомогою теорій про втілення емоцій. У цих моделях динаміка довіри пов'язана з досвідом із (зовнішніми) джерелами як з когнітивної, так і з емоційної точки зору. Більш конкретно, для відчуття емоції, пов'язаної з психічним станом, моделюються конвергентні рекурсивні петлі тіла. Крім того, на основі навчання Хебба (для міцності зв'язків з емоційними реакціями) вводяться різні процеси адаптації, які надихаються гіпотезою соматичних маркерів.
- теоретико-ігрові

Довіра та репутація вважаються суб'єктивними ймовірностями, завдяки яким індивід А очікує, що індивід Б виконає певну дію, від якої залежить його добробут.
У цьому підході довіра та репутація не є результатом психічного стану агента в когнітивному сенсі, а результатом більш прагматичної гри з функціями корисності та чисельним агрегуванням минулих взаємодій.